# LGBT práva v Kambodži

Duhová mapa Kambodže

Lesby, gayové, bisexuálové a translidé (LGBT) se v Kambodži setkávají s právními komplikacemi neznámými pro většinové obyvatelstvo. Stejnopohlavní aktivita homosexuálních/transgender jedinců je zde legální, jelikož nikdy nebyla ze strany státu trestán. Ovšem není zde žádná právní forma stejnopohlavního soužití či právní ochrana těchto jedinců např. v zaměstnání či na veřejnosti ohledně homofobních či transgender urážek. 
I přes tradiční pohledy Kambodžanů v posledních letech však společnost zaujímá liberálnější postoje vůči LGBT jedincům (zejména nejen díky širšímu povědomí o LGBT lidech ve společnosti, ale také podporou zavedení stejnopohlavních sňatků liberálního kambodžského krále Norodoma Sihamoniho).

## Právní situace a otázka stejnopohlavního soužití
Soukromé stejnopohlavní styky jsou povoleny, pokud oba jedinci jsou starší 15 let a oba souhlasí. Stejnopohlavní aktivity nikdy nebyly v historii Kambodže trestány, ale za ilegální se považuje prostituce (včetně ženské) pod trestem vysoké pokuty, která je trestná dle Kambodžského trestního zákoníku, odst. 298.
Občanský zákoník a Zákon o manželství a rodině výslovně zakazuje sňatky stejnopohlavních párů a nepovoluje ani adopce dětí stejnopohlavními páry. Od r. 1993 byla novelizována kambodžská ústava, která jasně definuje manželství jako svazek muže a ženy. Mnoho lidí však od 90. let 20. století dostalo širší povědomí o LGBT komunitě a jejích nerovnostech v porovnání s heterosexuálními páry. 
Několik stejnopohlavních sňatků bylo oddáno během náboženského obřadu. Příkladem může být náboženský sňatek ze září 1995, kdy jej uzavřeli muži Khav Sokha a Pum Eth ve vesnici Kro Bao Ach Kok v provincii Kandal. Místní úřady nejdříve protestovali, ale později jej začali tolerovat (pozn. Sokha vychovával s partnerem 3 děti z předchozího manželství).
V únoru 2004 dokonce o stejnopohlavních svazcích veřejně mluvil samotný král Norodom Sihamoni, který stejnopohlavní manželství či jinou alternativu osobně podpořil. Inspiraci prý našel během návštěvy San Francisca, kde byl dle jeho slov “doslova unesen“.
Roku 2015 veřejně vystoupil mluvčí Rady ministrů Phay Siphan, který osobně vyjádřil podporu rovnosti LGBT lidí a slíbil, že se bude snažit se svými spolupracovníky o prosazení takové legislativy, která by zaručila rovnost LGBT jedinců.
Byla také založena Rainbow Community Kampuchea (khmersky: សហគមន៍ឥន្ទធនូកម្ពុជា, v překladu: Duhová komunita Kambodža), která se snaží ve spolupráci s místními úřady sestavit seznam Kambodžanů, kteří řeší kvůli své sexuální orientaci vzath s rodinou. Jen za rok 2018 (formulář byl vyvěšen v 50 obcích po celé zemi) se přihlásilo 21 LGBT párů.

## Změna pohlaví a třetí pohlaví
Jedinci nemohou zažádat o úřední změnu pohlaví i kdyby podstoupili chirurgickou sterilizaci a kambodžské úřady neuznávají třetí pohlaví.

## Životní podmínky
Hlavní centrum kambodžské LGBT kultury je soustředěno v hlavním městě Phnompenh a Siem Reap, kde je mnoho gay barů a je zde populární gay turistika. Zatímco mnozí zahraniční LGBT lidé se cítí být relativně v bezpečném prostředí, tak místní LGBT jedinci se stále potýkají se společenskou diskriminací a občasnými urážkami kvůli jejich odlišné sexuální orientaci.
V roce 2003 se v hlavním městě Phnompenh uskutečnil díky místním LGBT organizacím první gay pride, který sklidil poměrně velký ohlas. Proto se každý rok opakuje a účastníků přibývá. První gay pride v Siem Reapu se uskutečnil r. 2018.

### Veřejné mínění
Dle průzkumu od společnosti TNS z roku 2015 se ukázalo, že až 55% všech respondentů bylo pro stejnopohlavní manželství, 30% proti a 15% se označilo za neutrálních. Mnoho LGBT jedinců také uvedlo, že se minimálně jednou setkali ze strany rodiny nebo přátel diskriminace.
Během rozhovoru z roku 2018 s Ithem Sovannareachem, zakladatel společnosti La Chhouk Recycled & Creative Fashion, který následně řekl: „Před pěti až 10 lety viděli Kambodžané LGBT komunitu jako sociální odpad ... a v dnešní době je daleko méně diskriminace, protože lidé mají více informací o LGBT díky novinám a televizi.“. 

## Stručný přehled
| Legální stejnopohlavní styk                                                            | (Vždy legální)                                                       |
| Stejný věk legální způsobilosti k pohlavnímu styku pro obě orientace                   | (Vždy stejný - 15 let)                                               |
| Antidiskriminační zákony v zaměstnání                                                  | No                                                                   |
| Anti-diskriminační zákony v přístupu ke zboží a službám                                | No                                                                   |
| Antidiskriminační zákony v ostatních oblastech (homofobní urážky, zločiny z nenávisti) | No                                                                   |
| Stejnopohlavní manželství                                                              | / (Ústavní zákaz od r. 1993; jedno stejnopohlavní manželství uznáno) |
| Jiná forma stejnopohlavního soužití                                                    | No                                                                   |
| Adopce dítěte partnera                                                                 | / (De jure zakázáno; známy případy adpoce stejnopohl. páry)          |
| Společná adopce dětí stejnopohlavními páry                                             | / (De jure zakázáno; známy případy adpoce stejnopohl. páry)          |
| Gayové a lesby smějí otevřeně sloužit v armádě                                         | Yes                                                                  |
| Možnost změny pohlaví                                                                  |                                                                      |
| Přístup k umělému oplodnění pro lesbické ženy                                          |                                                                      |
| Náhradní mateřství pro gay páry                                                        | No                                                                   |
| MSM smějí darovat krev                                                                 | Yes                                                                  |